# KDE Plasma Workspaces

Interfața grafică trebuie să fie modelata conform perifericului. Intenția la KDE Plasma Workspaces este, a da posibilitatea de a crea interfețe diferite

De obicei interfața grafică este integrată în managerul de ferestre

KDE Plasma Workspaces este un software framework care face parte din KDE cu ajutorul căruia se pot crea interfețe grafice pentru periferice diferite.

## Plasma 1

### Galerie

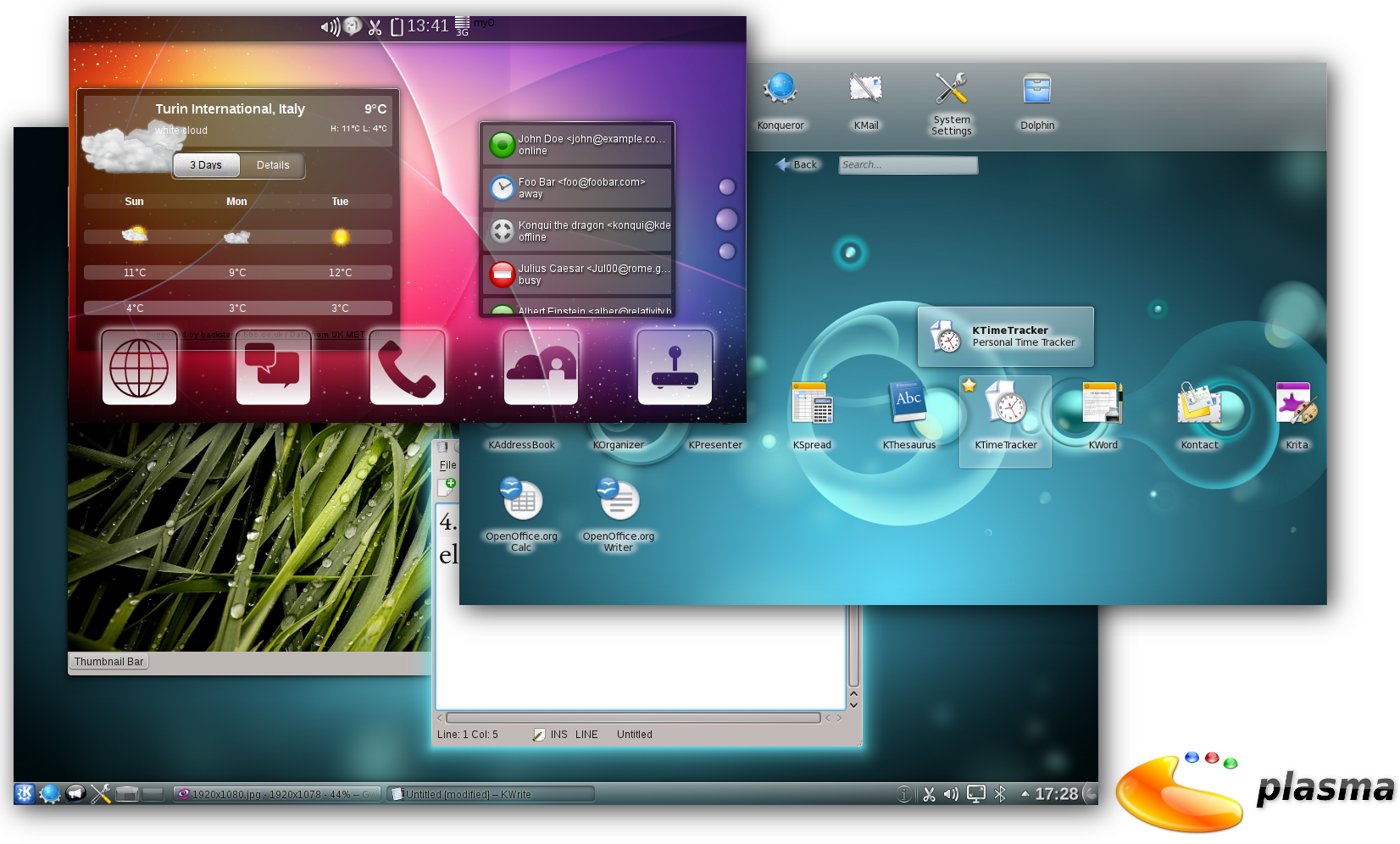
Montaj
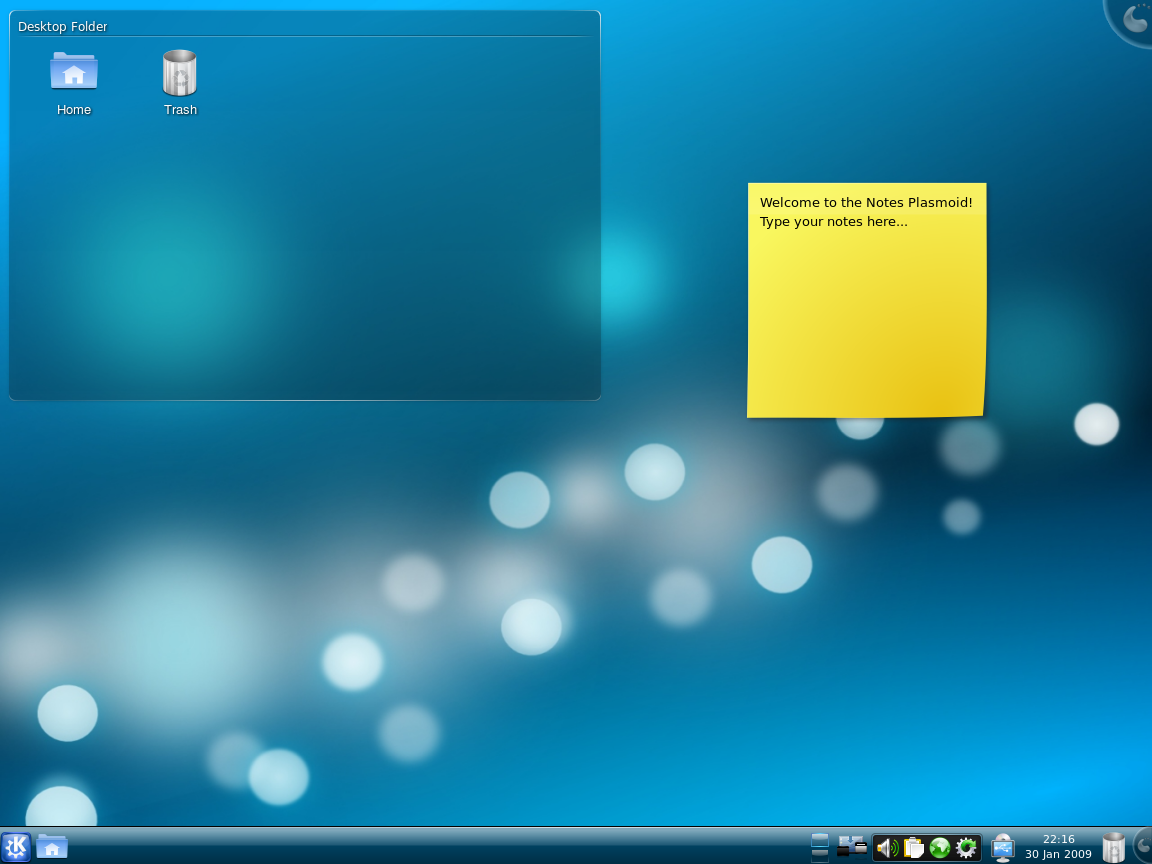
KDE’s Plasma Desktop

### Desktop
Plasma Desktop este spațiul de lucru care a fost dezvoltat și a fost declarat matur cu lansarea SC KDE 4.2. Acesta vizeaza PC-uri desktop și laptop-uri. În configurația implicită se aseamănă cu forme incipiente ale KDE Software Compilation și Microsoft Windows, dar configurabilitatea extinsa permite abateri radicale de la layout-ul implicit.

## Plasma 2
A doua generație va apare în anul 2014.